# Earthling
Earthling (stilizirano EART HL I NG) dvadeseti je studijski album britanskog glazbenika Davida Bowieja. Diskografska kuća Arista Records objavila ga je 3. veljače 1997. godine. Odlikuje se zvukom nadahnutim elektroničkom glazbom na koji je djelomično utjecala kultura industrijalne glazbe i drum and bassa tijekom 1990-ih. Prvi je uradak koji je Bowie samostalno producirao od albuma Diamond Dogs iz 1974. godine.

## Pozadina
David Bowie vratio se u studio pet dana nakon što je zaključio turneju za svoj prethodni uradak, 1. Outside (iz 1995.). Tjedan dana nakon objave Earthlinga Bowie je u intervjuu izjavio: "Mislio sam da bi bilo odlično kad bismo napravili fotografiju, gotovo zvukovnu fotografiju koja bi prikazala kakvi smo bili u to vrijeme. Stoga smo Reeves [Gabrels] i ja počeli raditi na pjesmama odmah nakon što smo završili turneju". Iako je Bowie otišao u studio bez prethodno pripremljenog materijala, album je bio snimljen u samo dva i pol tjedna (tipično za njegove albume). Bowie je usporedio taj uradak sa svojim albumom Scary Monsters (And Super Creeps) iz 1980. izjavivši: "Mislim da su Scary Monstersa i taj album povezani. Zasigurno postoji jednako intenzivna agresivnost". Bowie je opisao uradak kao pokušaj "stvaranja vrlo dinamičnih i agresivnih pjesama".
O produkciji elemenata drum and bassa na albumu Bowie je komentirao: "Za razliku od onoga što je običaj u drum and bassu, nismo semplirali dijelove tuđih uradaka. Što se tiče doboša, Zac [Alford] načinio je vlastite loopove i stvorio sve te čudne ritmove u neobičnim taktovima. Tad smo to ubrzali na uobičajenih 160 otkucaja u minuti. Tako smo ukratko stvorili album. Sve semplanje iz kućne je radinosti i tako smo stvorili vlastito zvukovlje".
Earthling je prvi album koji je Bowie u potpunosti snimio digitalnom tehnikom i "u cijelosti na tvrdi disk". Tijekom intervjua u kojem je podržavao album, Bowie je izjavio: "Gotovo sve napravio sam na gitari. Većina tih vrištećih i naškrabanih stvari bila je odsvirana na saksofonu, tada su bile uvrštene u sempler te na koncu distorzirane i odsvirane na sintesajzeru".
Bowie i Gabrels koristili su se tehnikom kojom su se počeli služiti dok su radili na prethodnom Bowiejevom albumu, 1. Outside; dijelove gitarističkih dionica uvrstili bi na klavijature za semplanje i pomoću tih dijelova stvarali rifove. "Gitara je prava", rekao je Bowie, "ali je odsvirana na sintetičan način. No Brian Eno našao se na putu - na najbolji mogući način - pa to nismo mogli napraviti sve do [Earthlinga]. Željeli smo se nastaviti baviti time jer mi je ta ideja bila vrlo zanimljiva". Bowie je smatrao Earthling, kao i njegova prethodnika, "teksturalnim dnevnikom" koji je opisivao njegov doživljaj posljednjih godina tisućljeća.
Bowiejevi i Gabrelsovi tadašnji glazbeni utjecaji uvelike su utjecali na zvuk albuma: Bowieja su nadahnuli "europski" zvuk i grupe poput The Prodigyja, dok su Gabrelsa zanimala američka industrijalna glazba i sastavi poput Underworlda.
Bowie je komentirao da je produkciji tog albuma pristupio na sličan način kako je to učinio s uratkom Young Americans (iz 1975.), izjavivši: "[Na Young Americansu] želio sam se posvetiti Philadelphia soulu i jedini način na koji sam to mogao učiniti bio je da uvrstim sve što me čini Europljaninom u taj suštinski afroamerički žanr. S [Earthlingom] situacija je bila slična. Spajao sam europske i američke elemente i smatram to uzbudljivim. To je ono u čemu sam najbolji. Spajam stvari."
Bowie je o značenju skladbi na uratku izjavio: "Pretpostavljam da sve što spaja te pjesme jest ta moja stalna potreba za kolebanjem između ateizma ili neke vrste gnosticizma. Uvijek se posvećujem prvo jednoj, a onda drugoj stvari jer mi mnogo znače u životu. Crkva ne ulazi u moje pjesme ni u moje misli; ne osjećam naklonost prema nijednoj vrsti organizirane religije. Ono što mi je potrebno jest pronaći duhovnu ravnotežu između načina na koji živim i moje smrti. I taj dio vremena - od danas do moje smrti - jest jedina stvar koja me fascinira.

## Naslovnica i naziv
Naslovnica prikazuje fotografiju na kojoj Bowie nosi kaput s uzorkom zastave Union Jack koji je dizajnirao Alexander McQueen. McQueen je prethodno radio kao dizajner scenskih kostima za Bowieja i njegov sastav. Prije nego što je uradak bio objavljen, Bowie je razmišljao o tome da ga nazove Earthlings ("Earthling" u množini).

## Razvoj pjesama
Bowie i njegova skupina nastavili su se eksperimentalno baviti glazbom, nešto što su započeli dok su radili na Berlinskoj trilogiji: tijekom rada na skladbi "Looking for Satellites" Bowie je gitaristu Gabrelsu rekao da "svira na jednoj žici. ... Akordi su ga ograničavali dok se nisu promijenili, što je njegov zalet učinilo vrlo neobičnim". Gitaristički rif iskorišten u pjesmi "Dead Man Walking" bio je utemeljen na uzorku koji je Jimmy Page (iz Led Zeppelina) odsvirao Bowieju još tijekom 1960-ih. Prema Gabrelsovim je riječima dio basističke dionice na "Little Wonderu" preuzet iz snimke na kojoj je basistica Gail Ann Dorsey pokušavala stvoriti zvuk pomoću pedala za bas-gitaru, ne znajući da ju se snima. Za skladbu "Battle for Britain" Bowie je natjerao Mikea Garsona da svira "imajući na umu skladbu "Ragtime za jedanaest instrumenata" koji je skladao Stravinski. Pitao sam ga može li stvoriti sličnu atmosferu i odmah mu je to pošlo za rukom".
"Little Wonder" bila je jedna od prvih pjesama koje su Bowie i Gabrels skladali za album te je Bowie opisao skladanje te pjesme "smiješnom" čistom strujom svijesti. "Jednostavno sam pogledao Snjeguljicu i sedam patuljaka i napisao stih za ime svakog patuljka. To je pjesma [smijeh]. Tad mi je ponestalo imena patuljaka pa se u njoj pojavljuju novi patuljci poput  'Smrdljivka' ('Stinkyja')".
U početku je Bowie mislio da će za album imati malo novih skladbi te ga je namjeravao nadopuniti novim snimkama svojih prethodno objavljenih pjesama među kojima bi bile "Dead Against It" (s njegovog soundtrack albuma The Buddha of Suburbia), "I Can't Read" i "Baby Universal" iz vremena kad je bio u skupini Tin Machine te "Bring Me the Disco King". Budući da je tijekom snimanja albuma napisao neočekivano mnogo pjesama, nijedna od prethodno spomenutih skladbi nije bila objavljena na tom uratku, iako je Bowie zaista i snimio nove inačice "Bring Me the Disco Kinga" i "Baby Universala". O potonjoj Bowie je izjavio: "Smatrao sam da je to vrlo dobra pjesma za koju mnogi nisu čuli. Nisam želio da ostane tako pa sam ju odlučio uvrstiti na ovaj album. Vrlo mi se sviđa. Mislim da je ova inačica vrlo dobra". Ponovno snimljena verzija "I Can't Read" bila je objavljena na CD-u glazbe za film Ledena oluja. Bowie je ponovno snimio i "I'm Afraid of Americans", skladbu koja se prethodno pojavila u glazbi za film Plesačice dok je snimao 1. Outside: Bowie je o toj skladbi izjavio: "Bilo je to nešto što smo sklepali Eno i ja i nisam mislio da je prikladna za Outside, stoga se nije pojavila na njemu. Ostavio sam ju po strani. Tad sam uzeo njezin embrij i ponovno ju strukturirao s ovom grupom." K tome, Bowie je na album uvrstio i "Telling Lies", pjesmu koju je skladao i objavio na internetu godinu dana ranije.

## Recenzije
Iako nije postigao velik komercijalni uspjeh, o albumu je bilo napisano nekoliko pozitivnih recenzija te ga je jedan recenzent nazvao "bogato teksturiranim" "povratkom savršenstvu", dok je drugi izjavio da prikazuje "najbolju [Bowiejevu] glazbu ovog desetljeća". Na dodjeli nagrada Grammy 1998. godine Earthling je bio nominiran za Najbolju izvedbu alternativne glazbe, dok je pjesma "Dead Man Walking" bila nominirana u kategoriji Najbolja izvedba za rock pjevača. Bio je uspješniji od svojeg vrlo eksperimentalnog prethodnika 1. Outside, našavši se na 6. mjestu britanske i na 39. mjestu američke ljestvice albuma. Časopis Rolling Stone pohvalio je uradak, napomenuo da je Bowieja na albumu navodno utjecalo upoznavanje s Nine Inch Nailsom na prethodnoj turneji te ga je nazvao "njegovim najboljim uratkom od Scary Monstersa iz 1980.". Inačica pjesme "I'm Afraid of Americans" koju je remiksao Trent Reznor postala je manji hit.
Mandarinska inačica pjesme "Seven Years in Tibet" pojavila se na prvom mjestu ljestvica u Hong Kongu te je tako Bowie postao prvi glazbenik koji nije bio podrijetlom iz Azije koji se našao na prvom mjestu na tom teritoriju.

## Remiksevi i glazbeni spotovi
Bowiejev entuzijazam za remiksanjem došao je do vrhunca kad je Earthling bio objavljen i kad su mnogi singlovi s njega bili poslani klubovima, ali i objavljeni na internetu: tri inačice "Telling Lies" bile su objavljene na Bowiejevoj službenoj internetskoj stranici nekoliko mjeseci prije objave albuma, zbog čega je to postao prvi singl poznatijeg izvođača koji se mogao preuzeti s interneta. "Little Wonder" bio je najuspješniji singl s uratka; našao se na 14. mjestu britanske ljestvice.
Druga tri singla — "Dead Man Walking", "Seven Years in Tibet" i "I'm Afraid of Americans" (uz sudjelovanje Trenta Reznora) — nisu bila toliko uspješna, iako je potonji singl ostao na američkim ljestvicama 16 tjedana i zauzeo 66. mjesto.
Glazbeni spotovi za pjesme s Earthling bili su složeni. Umjetnica i redateljica Floria Sigismondi režirala je spotove za "Little Wonder" i "Dead Man Walking", dok su Dom and Nic režirali "I'm Afraid of Americans"; potonji je spot bio nominiran za nagradu MTV Video Music Award. Za pjesmu "Seven Years in Tibet" također je bio snimljen spot, koji se uglavnom sastojao od snimki s koncerta.

## Nastupi
Bowie je počeo izvoditi pjesme s Earthlinga uživo već u rujnu 1996. godine, kad je nastupio u 4 kluba na istočnoj obali SAD-a, među kojima je bio i koncert u Roseland Ballroomu u New York Cityju; nastupi su dobili pozitivne kritike. Prije nego što bi došao na pozornicu radi koncerta, Bowie bi preko zvučnika reproducirao novu skladbu ("Telling Lies"), no mnogi ju obožavatelji nisu prepoznali jer je singl bio dostupan isključivo u inačici za preuzimanje s interneta. Popis pjesama koje su se izvodile na tim nastupima bio je sličan popisu kojim će se Bowie služiti na nadolazećoj turneji Earthling Tour 1997. godine.
Dana 9. siječnja 1997. godine, dan nakon što je napunio 50 godina, Bowie je održao koncert za svoj pedeseti rođendan tijekom kojeg je svirao pjesme s albuma, ali i nekoliko njih s prethodnih uradaka. Nastupio je pred gotovo 15.000 obožavatelja u njujorškom Madison Square Gardenu. Na pozornici su mu se pridružili izvođači među kojima su bili Billy Corgan, Foo Fighters, Sonic Youth, Black Francis, Robert Smith i Lou Reed kako bi s njima odsvirao vlastite pjesme. Među ostalim gostima, koji nisu nastupali, bili su Beck, Moby, Julian Schnabel, Prince, Charlie Sexton, Fred Schneider, Christopher Walken, Matt Dillon i Bowiejeva supruga Iman. Umjetnik Tony Oursler bio je zaslužan za dio videozapisa koji se prikazivao iza skupine tijekom koncerta. Nastup je bio snimljen za poseban pay-per-view videozapis i dio je novca zarađenog koncertom bio doniran humanitarnoj udruzi Save the Children. Tim Pope, koji je prethodno radio kao redatelj Bowiejeva glazbenog spota za pjesmu "Time Will Crawl" 1987. godine, bio je redatelj tog videozapisa snimljenog za 50. rođendan, dok je Duncan Jones, Bowiejev sin, na nastupu bio jedan od snimatelja.
Bowie je u veljači 1997. izveo pjesme s Earthlinga uživo u emisijama Saturday Night Live i The Tonight Show.
Na festivalu Phoenix Festival u srpnju 1997. Bowie i njegova grupa nastupili su u šatoru Radio 1 Dance pod imenom "Tao Jones Index". Održali su koncert u tami uz suhi led i stroboskopsku rasvjetu. Tao Jones Index bila je igra riječima utemeljena na Bowiejevom pravom imenu, David Jones, i nastanak Bowiejevih vrijednosnih papira osiguranih imovinom (Tao se čita kao "Dau", odnosno na engleskom "Dow", što aludira na indeks Dow Jones na američkom tržištu dionica).
Kako bi podržao album, Bowie je otišao na turneju Earthling Tour, koja je trajala od svibnja 1997. do kraja te godine.
Neke skladbe održane uživo na raznim nastupima bile su snimljene i objavljene na promotivnom EP-u Earthling in the City (iz 1997.).
Sredinom 1996. Bowie je izjavio da namjerava otići u studio i početi raditi na nasljedniku 1. Outsidea nakon što prvo dovrši studijski album sa svojim koncertnim glazbenicima, no takav uradak nikad nije bio snimljen. Bowiejev je idući album bio Hours, objavljen 1999. godine.

## Popis pjesama
Tekstovi: David Bowie. 
| 1.    | »Little Wonder«                   | Bowie, Reeves Gabrels, Mark Plati | 6:02 |
| 2.    | »Looking for Satellites«          | Bowie, Gabrels, Plati             | 5:21 |
| 3.    | »Battle for Britain (The Letter)« | Bowie, Gabrels, Plati             | 4:48 |
| 4.    | »Seven Years in Tibet«            | Bowie, Gabrels                    | 6:22 |
| 5.    | »Dead Man Walking«                | Bowie, Gabrels                    | 6:50 |
| 6.    | »Telling Lies«                    | Bowie                             | 4:49 |
| 7.    | »The Last Thing You Should Do«    | Bowie, Gabrels, Plati             | 4:57 |
| 8.    | »I'm Afraid of Americans«         | Bowie, Brian Eno                  | 5:00 |
| 9.    | »Law (Earthlings on Fire)«        | Bowie, Gabrels                    | 4:48 |
| 48:57 |                                   |                                   |      |

## Zasluge
David Bowie
- David Bowie – vokali, gitara, alt saksofon, semplovi, klavijature, produkcija

Dodatni glazbenici
- Reeves Gabrels – programiranje, sintesajzer, stvarna i semplirana gitara, vokali, produkcija
- Mark Plati – programiranje, loopovi, semplovi, klavijature, produkcija, tonska obrada, miksanje
- Gail Ann Dorsey – bas-gitara, vokali
- Zack Alford – loopovi bubnjeva, bubnjevi, elektroničke udaraljke
- Mike Garson – klavijature, klavir

## Ljestvice
| Ljestvica (1997.)      | Najviša Pozicija |
| ---------------------- | ---------------- |
| Australija             | 45               |
| Austrija               | 15               |
| Belgija (Flandrija)    | 13               |
| Belgija (Valonija)     | 5                |
| Danska                 | 18               |
| Finska                 | 12               |
| Francuska              | 9                |
| Italija                | 14               |
| Japan                  | 20               |
| Kanada                 | 21               |
| Nizozemska             | 19               |
| Novi Zeland            | 15               |
| Norveška               | 13               |
| Njemačka               | 11               |
| SAD (Billboard 200)    | 39               |
| Španjolska             | 40               |
| Švedska                | 5                |
| Švicarska              | 20               |
| Ujedinjeno Kraljevstvo | 6                |